# Carlos Ramírez (ciclista)
Carlos Alberto Ramírez Yepes (12 marzo 1994) è un ciclista di BMX colombiano.

## Palmarès

### Olimpiadi
- 2 medaglie:
  - 1 bronzo (Rio de Janeiro 2016 nel BMX)
  - 1 bronzo (Tokyo 2020 nel BMX)